# The Civil Wars: A Tree Is Best Measured When It Is Down
the CIVIL warS: a tree is best measured when it is down es una ópera creada a principios de los años ochenta por el director Robert Wilson con música de Philip Glass, David Byrne, Gavin Bryars y otros. La vasta obra en cinco actos nunca se ha representado entera. En las estadísticas de Operabase no aparece entre las óperas representadas en el período 2005-2010.
Originariamente, the CIVIL WarS se concibió como una pieza para interpretar a lo largo de un día en un teatro para acompañar a las Olimpiadas de 1984. Seis diferentes compositores de seis países distintos iban a componer secciones del texto de Wilson inspirado por la Guerra Civil Americana. Después de estrenos iniciales en sus países de origen, las seis partes se fusionarían en una representación épica en Los Ángeles durante los juegos, un paralelismo a los ideales internacionalistas del movimiento olímpico.
El estreno de la obra en pleno fue cancelada cuando faltaron los fondos para materializarlo (a pesar de la oferta del Comité Olímpico de ofrecer fondos) y no se cumplió el calendario. Pero cuatro de las seis secciones tuvieron producciones plenas bajo dirección de Wilson en Mineápolis, Roma, Róterdam y Colonia, con producciones de las otras dos secciones en Tokio y Marsella.
La sección de Róterdam se estrenó en 1983. La producción se hizo eco de la estética de los paisajes holandeses e incluyó personajes e imágenes de Mata Hari, la reina Guillermina de Holanda, Guillermo el Taciturno, repollos y tulipanes.
La sección de Colonia comprendía la primera escena del Acto I, la escena final del Acto III, y todo el Acto IV. Wilson colaboró en el libreto con el dramaturgo alemán Heiner Müller, y también incorporó texto de Racine y Shakespeare. El principal compositor fue Hans Peter Kuhn, con material adicional de Michael Galasso, Philip Glass, David Byrne, Franz Schubert, y música tradicional japonesa gagaku. Se estrenó el 19 de enero de 1984 en la Schauspielhaus Köln.
La sección de Roma incluye todo el Acto V. Su partitura operística al completo es obra de Philip Glass, y Wilson colaboró con Maita di Niscemi en el texto, que está en latín, italiano e inglés. La sección de Roma se estrenó en marzo de 1984 en el Teatro de la Ópera dirigida por Marcello Panni, con Luigi Petroni como Garibaldi.
La sección de Mineápolis, The Knee Plays se debe a David Byrne y se estrenó en abril de 1984 en el Centro de Arte Walker. 
Gavin Bryars fue el principal compositor de la sección de Marsella, y la principal escritora, la poeta libanesa Etel Adnan, aunque el libreto tipo collage incorporó toda una serie de textos. Bryars musicó un discurso de Marie Curie, "Estoy entre aquellos que creen que la ciencia tiene una gran belleza," un poema del Papa León XIII en el entonces nuevo arte de la fotografía y un discurso de un científico imaginario sobre la obra de Julio Verne 20.000 leguas de viaje submarino. La obra no se terminó, ni se representó públicamente, pero Bryars incorporó una serie de arias en sus obras posteriores Effarene y On Photography.